# Petkó Miklós
Petkó Miklós (Vágújhely, Nyitra vármegye, 1706. március 17. – Nagyszombat, 1756. március 15.) Jézus-társasági áldozópap és tanár.

## Élete
Evangélikus szülőktől született, akik a római katolikus vallásra tértek át. 1723. február 2-án lépett a rendbe; a grammatikai és humaniorák osztályában tanított. 1730-ban a természetrajz tanára, 1731-ben a rendház történetírója, 1733-ban Felsőbányán plébános, 1734-ben Kolozsvárt lelkész, 1738-39-ben házfőnök Nagyváradon, 1739. október 1-jétől 1742. november 18-ig Kolozsvárt rektor, 1744-ig ugyanott hitszónok, 1745. május 23-tól 1748-ig Nagyszombatban rektor, 1749. augusztus 10-től 1750-ig rektor Kolozsvárt, 1751-ben pedig Besztercebányán.
Közben hitszónok volt az ország különböző részében, mely hivatásában annyira kitűnt, hogy «Magyarország apostola» címmel illették; majd a nemes ifjak növendékházában felügyelő lett Nagyszombatban. Miután itt négy évig működött, szélütés érte és 1756. március 15-én meghalt.

## Munkái
- Selecta heroum Daciae spectacula. Claudiopoli, 1731 (hősköltemény)
- Laus posthuma Gubernatoris Daciae Sigismundi e comitibus de Kornis. uo. 1732
- Panegyricus D. Francisco Xaver. Uo. 1734
- Magni Dei magna Mater Maria in Conceptione sua a labe peccati vindicanda, pontentia Patris, meritis Filii, charitate Spiritus Sancti. Tyrnaviae, 1735